# La manganilla de Melilla
La manganilla de Melilla es una comedia original de Juan Ruiz de Alarcón basado en los Sucesos del Morabito acaecidos en la ciudadela de Melilla y publicada por primera vez en la Parte segvnda de las comedias del licenciado Iuan Rvyz de Alarcón y Mendoza, Relator del Consejo de Indias. (Barcelona: Sebastián de Cormellas, 1634).

## Análisis
Al igual que La cueva de Salamanca, esta obra también alude a tópicos mágicos y esotéricos. El capitán Venegas, hombre valiente y osado, utiliza una astucia (manganilla) para lograr su triunfo sobre los moros. A través de este asunto, Alarcón utiliza fuentes históricas para poner en escena uno de sus dramas históricos mejor logrados.
Alarcón, como ya era usual en él, realiza una acerba crítica del innoble vicio de mentir. En La manganilla de Melilla, la mentira es un recurso usado por los protagonistas y los antagonistas para conseguir sus fines, aunque al término de la historia pierden el crédito y el respeto de la sociedad y, lo que es peor, el objeto de su deseo —ya sea el amor o el poder—. El sargento Pimienta, personaje de esta comedia, miente impelido por su enorme deseo de poseer a Darja y a Alima, cautivas moras.